# I'll Remember
"I'll Remember" je pjesma američke pjevačice Madonne. Izdana je kao singl 8. ožujka 1994. pod Warner Bros. Recordsom kao singl sa soundtracka za film With Honors. Pjesma je bila velika promjena za Madonnu. Nakon izrazito negativnog publiciteta i kritika za vrijeme albuma Erotica koju su pratili i knjiga Sex i erotski triler Body of Evidence, ovo je bila ljubavna balada s toplim tonovima. Warner Bros. se za izvođača uzeti Madonnu jer je svaki njezin prijašnji singl sa soundtracka bio komercijalno uspješan.
Kritičari su hvalili pjesmu, i govorili da joj je to jedan od najboljih uradaka do tada. Pjesma je zabilježila uspjeh i na glazbenim ljestvicama, pa je tako na američkoj Hot 100 ljestvici zauzela 2. mjesto, na vrh se popela u Kanadi i Italiji, a u ostaku svijeta je ušla u Top 10. Singl je sljedeće godine uključen na kompilaciju Madonninih naboljih balada Something to Remember.

## Nastanak pjesme
Kako je 1992. zbog izdanja knjige Sex u kojoj su prikazane eksplicitne seksualne slike dobila izrazito negativan publicitet, a tome su pridonijeli i film Body of Evidence te album Erotica, Madonna je tražila način kako to ispraviti. Zbog ne prihvaćanja takvog stila, Madonna je pokušala ovom pjesmom ponovno uspostaviti kontakt sa svojim obožavateljima i ispraviti štetu koja je bila nanesena.
Diskografska kuća Warner Bros se odlučila za Madonnu jer je svaka njena pjesma sa soundtracka bila komercijalna uspješnica. Pjesma je uključena i na soundtrack za film With Honors. Napisali su je sama Madonna, Patrick Leonard i Richard Page. Osim na kompilaciji najvećih balada Something to Remember iz 1995., pjesma nije bila uključena niti na jedna njen album. Tako su je zaobišle kompilacije najvećih hitova GHV2 (2001.) i Celebration (2009.), ali glazbeni video se može naći na kompilaciji Madonninih videa Celebration – The Video Collection. Tako je Madonna jednom prilikom izjavila:
"Mislim da su ljudi bili previše zaokupljeni kontroverzijama koje su se stavljale uz mene, tako da nisu obraćali previše pozornosti na moje pjesme. (...) Ne mogu vam objasniti koliko me žalosti pomisao da pjevam "Like a Virgin" ili "Material Girl". Nisam napisala niti jednu od te dvije pjesme i nisu ulazile u dubinu. Sada osjećam veću povezanost s glazbom koju pišem i veće mi je zadovoljstvo to raditi."

## Uspjeh pjesme
U Sjedinjenim Državama je pjesma debitirala na 35. mjestu na Hot 100 ljestvici. Nakon sedam tjedana je dospjela na 2. mjesto što je ostala najviša pozicija. Tamo se zadržala četiri tjedna. Ovo je bio Madonnin peti broj 2 na ljestvici, čime se izjednačila s Elvis Presleyom. Nakon izdanja pjesme "Frozen" koja je također zauzela 2. mjesto, postala je vlasnica rekorda pjevača s najviše pjesama na broju 2 (njih šest). Pjesam je dospjela na 1. mjesto Hot Adult Contemporary Track. To je bio Madonnin četvrti singl kojemu je to uspjelo (sljedeći "Live to Tell", "La Isla Bonita" i "Cherish"). Na vrhu te ljestvice se zadržao četiri tjedna.
U Kanadi je pjesma debitirala na 52. mjestu, nakon sedam tjedana se probila na 1. mjesto, a sveukupno se na ljestvici zadržala 24 tjedna. U Ujedinjenom Kraljevstvu je pjesma ušla na ljestvicu na 10. mjestu, sljedeći tjedan se probila na 7. mjesto i ostala sveukupno osam tjedana na ljestvici. U nekim europskim zemljama poput Belgije, Francuske, Nizozemske i Švicarske je ušla u Top 40. u Top 10 se našla u Australiji, Irskoj i Švedskoj, a na vrh se osim u Kanadi popela i u Italiji.

## Glazbeni video
Glazbeni video je snimljen pod palicom Aleka Keshishiana koji je prethodno snimio Madonnine spotove za "Like a Vrgin", "Holiday" iz filma Truth or Dare i spot za pjesmu "This Used to Be My Playground"
Video prikazuje Madonnu u stiliziranom studiju za snimanje zajedno s pomoćnim vokalima. Video se često uspoređije s viseom za pjesmu "Rain". Madonna gleda u veliki ekran na kojem se prikazuju scene iz filma

## Popis pjesama i formata
| - Američki CD singl / Američki singl na kaseti / Američki 7-inčni singl 1. "I'll Remember - Theme from the motion picture With Honors" 2. "Secret Garden" - Američki CD maxi singl 1. "I'll Remember - Theme from the Motion Picture With Honors" 2. "I'll Remember - Theme from the Motion Picture With Honors (Guerilla Beach Mix)" 3. "I'll Remember - Theme from the Motion Picture With Honors (Orbit Remix)" 4. "Why's It So Hard (Live)" - Britanski singl na kaseti / Britanski 7-inčni singl 1. "I'll Remember - Theme from With Honors" 2. "Secret Garden" | - Britanski 5-inčni CD singl 1. "I'll Remember - Theme from With Honors" 2. "I'll Remember - Theme from With Honors (Orbit Remix)" 3. "I'll Remember - Theme from With Honors (Guerilla Beach Mix)" 4. "Why's It So Hard (Live)" - Britanski 12-inčni singl 1. "I'll Remember - Theme from With Honors (Guerilla Beach Mix)" 2. "I'll Remember - Theme from With Honors (Guerilla Groove Mix)" 3. "I'll Remember - Theme from With Honors " 4. "I'll Remember - Theme from With Honors (Orbit Alternative Remix)" |

## Ljestvica
| Ljestvica (1994.)                 | Pozicija |
| --------------------------------- | -------- |
| Australija                        | 7        |
| Europa                            | 15       |
| Francuska                         | 40       |
| Irska                             | 10       |
| Italija                           | 1        |
| Japan                             | 1        |
| Kanada                            | 13       |
| Nizozemska                        | 28       |
| Novi Zeland                       | 37       |
| Njemačka                          | 49       |
| Švedska                           | 9        |
| Švicarska                         | 17       |
| Ujedinjeno Kraljevstvo            | 7        |
| U.S. Billboard Hot 100            | 2        |
| U.S. Billboard Pop Songs          | 2        |
| U.S. Billboard Adult Contemporary | 1        |
| U.S. ARC Weekly Top 40            | 1        |

| Država | Certifikacija | Primjeraka |
| ------ | ------------- | ---------- |
| UK     | —             | 100.090    |
| SAD    | zlatna        | 500.000+   |